# هيئة أبو ظبي للسياحة
هيئة أبوظبي للسياحة هي هيئة محلية لإمارة أبوظبي تم تأسيسها من أجل تنسيق الجهود مع مختلف الأطراف المعنية بقطاع السياحة من مؤسسات فندقية وشركات وخطوط طيران، إضافة إلى الجهات الأخرى ذات الصلة في القطاعين العام والخاص، للترويج عن الإمارة في أنحاء العالم باعتبارها إمارة ذات جاذبية سياحية. أيضا توفر الهيئة معلومات عن القطاع السياحي عن طريق الكتيبات والمطبوعات التي من الممكن تحميلها من موقع الهيئة.
تأسست هيئة أبوظبي للسياحة بموجب مرسوم أميري صدر في سبتمبر 2004 لتكون بمثابة الجهة المعنية ببناء وتطوير القطاع السياحي في إمارة أبوظبي، ولتعمل على تأمين مكانة لائقة للإمارة على خريطة السياحة العالمية. وبحسب التفويض الممنوح للهيئة، فإن إطار صلاحياتها يشمل ثلاثة محاور:

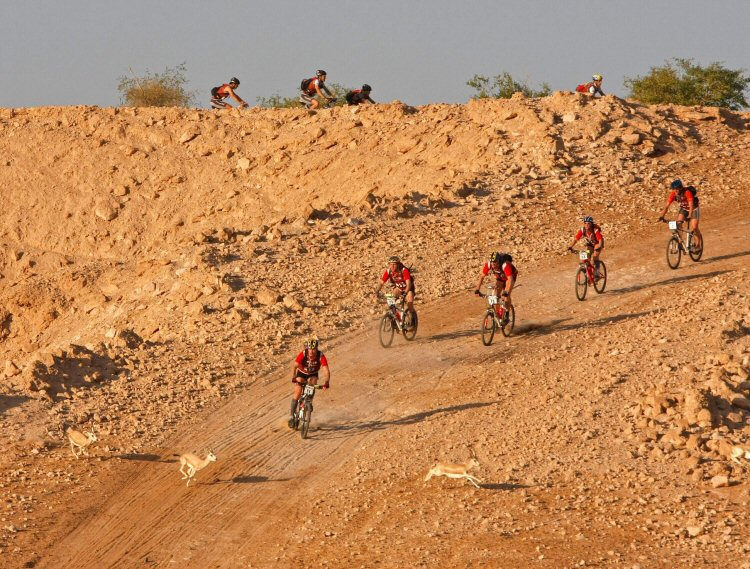
ركوب الدراجات الجبلية في تحدي أبوظبي للمغامرات 2008 - هيئة أبوظبي للسياحة

- تسويق أبوظبي عالمياً بوصفها وجهة سياحية. والبنية الأساسية وتطوير المنتجات والتنظيم والتصنيف.[4] وقد نجحت الهيئة في بناء محفظة واسعة من الأحداث الكبرى بما في ذلك بطولة أبوظبي السنوية للجولف التي تقام ضمن الجولة الأوروبية؛ وبطولة أبوظبي للجولف للناشئين؛ وعرض العين للاستعراضات الجوية؛ ومهرجان أبوظبي للمأكولات؛ وتحدي أبوظبي الصحراوي؛ وسباق ريد بُل الجوي في أبوظبي وكرنفال العائلة "الصيف في أبوظبي" الذي يستمر ستة أسابيع. وهي أيضًا الراعي الرئيسي لمعرض أبو ظبي لليخوت وتدعم بنشاط بطولة العالم للراليات من خلال تحالفها مع فريق بي بي فورد أبوظبي والذي امتد أيضًا إلى رعاية بطل سباق ريد بُل الجوي الحالي هانز آرتش وفرق الزوارق السريعة والترياتلون الدولية.
- تطوير البنية التحتية، ورفع مستوى المنتج السياحي للإمارة. كما لعبت هيئة أبوظبي للسياحة دور المحفز في دفع الاستثمار السياحي الداخلي والنمو والتطوير. كانت إحدى المبادرات الرئيسية في استراتيجية الاستثمار الداخلي إنشاء شركة التطوير والاستثمار السياحي في عام 2006 وهي الذراع المسؤولة عن إدارة الأصول السياحية وتطويرها للهيئة.[5]
- الإشراف على القطاع السياحي من حيث التراخيص والتصنيفات ومراقبة الجودة.[6]

لدى الهيئة أربعة مكاتب خارجية موزع على كل من أبوظبي، ولندن، وباريس، وفرانكفورت.
تأسست هيئة أبوظبي للسياحة والثقافة في فبراير 2012 لتحل محل هيئة أبوظبي للثقافة والتراث وهيئة أبوظبي للسياحة.

## مشاريع
- مشروع كلمة والذي يعمل على ترجمه الكتب المهمة في كافة مناحي المعرفة إلى اللغة العربية[7]